# Спесивцева, Вера Георгиевна
Вера Георгиевна Спесивцева (1913 — 2000) — советский учёный-терапевт, доктор медицинских наук (1963), профессор (1966). Заслуженный врач РСФСР (1974).  Заслуженный деятель науки РСФСР (1981).

## Биография
Родилась в 1913 году в селе Наровчат, Пензенской губернии.
В 1938 году закончила 3-й Московский медицинский институт. С 1938 по 1939 годы работала участковым врачом Московской поликлиники №3, с 1939 по 1941 годы — врачом по лечебной физкультуре и инспектором районной Московской поликлиники №4. В 1943 году назначена ординатором Ташкентской городской больницы. 
С 1943 по 1991 годы работала в Первом Московском медицинском институте: с 1943 по 1966 годы — ассистент, старший преподаватель и доцент, с 1966 по 1972 и с 1987 по 1988 годы — профессор, с 1972 по 1987 годы —  заведующий кафедрой пропедевтики и факультетской терапии (кафедра внутренних болезней №1) второго лечебного факультета, с 1988 по 1991 годы — профессор кафедры клинической фармакологии. В. Г. Спесивцева была ученицей академика В. Н. Виноградова.
С 1941 по 1943 годы обучалась в аспирантуре, после чего защитила кандидатскую диссертацию, в 1963 году защитила докторскую диссертацию.
Основные научные труды профессора В. Г. Спесивцевой посвящены вопросам клиники, диагностики и лечения заболеваний эндокринной системы: патологии щитовидной железы, сахарного диабета, ожирения, в том числе полиорганной патологии и нарушениям микроциркуляции и гемостаза при сахарном диабете. В. Г. Спесивцева совместно с сотрудниками провела оригинальные клинические исследования особенностей течения ишемической болезни сердца и хронического неспецифического заболеваний лёгких при сахарном диабете. Под руководством В. Г. Спесивцевой были созданы радиоизотопные лаборатории в ряде клинических больниц Москвы и отделение для лечения больных диффузным токсическим зобом и полицитемией. В. Г. Спесивцева одной из первых в стране обратила внимание на проблему диагностики ранних стадий диабета при беременности. 
В. Г. Спесивцева являлась членом Президиума Всесоюзного и Всероссийского и председателем Московского обществ эндокринологов, заместителем главного редактора журнала «Советская медицина».
Умерла в 2000 году в Москве, похоронена на Калитниковском кладбище.

## Основные труды
- Спесивцева В. Г. Исследование функционального состояния щитовидной железы с помощью радиоактивного иода 131 при некоторых заболеваниях / 1-й Моск. ордена Ленина мед. ин-т. - Москва : [б. и.], 1955 г. — 9 с.
- Спесивцева В. Г. Применение радиоактивного йода-131 в диагностике и лечении заболеваний щитовидной железы / 1-й Моск. ордена Ленина мед. ин-т им. И. М. Сеченова. - Москва : [б. и.], 1963 г. — 31 с.
- Спесивцева В. Г.  Радиоактивный йод¹³¹ в диагностике и лечении диффузного токсического зоба / Д-р мед. наук В. Г. Спесивцева ; I Моск. ордена Ленина и ордена Трудового Красного Знамени мед. ин-т им. И. М. Сеченова. - Москва : [Химия], 1967 г. — 159 с.
- Спесивцева В. Г.  Методическое пособие к занятиям по физиотерапии [Текст] : Для студентов IV-V курсов лечебного фак. / В. Г. Спесивцева, Н. М. Ливенцев, И. И. Сивков ; Под ред. чл.-кор. АМН СССР, засл. деят. науки РСФСР, проф. А. Н. Обросова ; М-во здравоохранения СССР. Первый Моск. мед. ин-т им. И. М. Сеченова. - (2-е изд., перераб. и доп.). - Москва : [б. и.], 1970 г. — 108 с.
- Спесивцева В. Г.  Диффузный токсический зоб (клиника, диагностика и лечение) [Текст] : Учеб. пособие для студентов IV-VI курсов / М-во здравоохранения СССР. I Моск. мед. ин-т им. И. М. Сеченова. Кафедра фак. терапии. - Москва : [б. и.], 1971 г. — 72 с.
- Спесивцева В. Г.  Ожирение : Этиология, патогенез, клиника и лечение : Учеб. пособие для студентов IV-VI курсов / [Сост. В.Г. Спесивцева, И.В. Шиян, А.В. Древаль] ; М-во здравоохранения СССР. I моск. мед. ин-т им. И.М. Сеченова, Каф. фак. терапии второго лечеб. фак. - Москва : I МОЛМИ, 1977 г. — 108 с.
- Спесивцева В. Г. Заболевания щитовидной железы : (Диффуз. токсич. зоб). Метод. пособие для студентов IV-V-VI курсов / В. Г. Спесивцева. - М. : I МОЛМИ, 1979 г. — 44 с.
- Спесивцева В. Г. Нарушения микроциркуляции у больных сахарным диабетом и пути их коррекции / [В. Г. Спесивцева, Г. А. Голубятникова, Г. Г. Мамаева и др.]; Под ред. К. Ю. Юлдашева. - Ташкент : Медицина, 1982 г. — 247 с.
- Спесивцева В. Г. Диффузный токсический зоб / И. Т. Калюжный, В. Г. Спесивцева, Р. Б. Султаналиева. - Фрунзе : Кыргызстан, 1990 г. — 160 с. — ISBN 5-655-00477-1

## Награды

### Звания
- Заслуженный деятель науки РСФСР (1981)
- Заслуженный врач РСФСР (1974)